# Liga Portuguesa contra o Cancro
A Liga Portuguesa contra o Cancro MHC • MHIH • MHB é uma instituição sem fins lucrativos privada de Portugal, fundada em 1941. O seu trabalho incide na educação para a saúde e campanhas para a prevenção do cancro. Faz parte da UICC desde 1983.
A instituição surgiu após a formação do Instituto Português de Oncologia em 1923, pelo Prof. Doutor Francisco Gentil. Em 1931, foi criada a Comissão Iniciativa Particular de Luta Contra o Cancro por um "conjunto de senhoras", entre elas Mécia Mouzinho de Albuquerque e a Condessa de Murça, com o intuito de promover a saúde e prevenir o cancro. Organizaram também peditórios e tentaram angariar pessoas que se juntassem à causa. Em 1941, por proposta de Francisco Gentil, a Liga é formada legalmente.
Foi-lhe atribuído, a 19 de novembro de 1966, o título de Membro-Honorário da Ordem de Benemerência. Em 1985, foi considerada Instituição de Utilidade Pública, a 9 de junho de 2006 Membro-Honorário da Ordem Militar de Nosso Senhor Jesus Cristo, e a 4 de abril de 2016 Membro-Honorário da Ordem do Infante D. Henrique.